# Герета, Юрий-Владимир Остапович
Ю́рий-Влади́мир Оста́пович Гере́та (укр. Юрій-Володимир Остапович Герета; род. 30 января 2004, Львов) — украинский футболист, вратарь львовского «Руха».

## Клубная карьера
Юрий-Владимир начинал свою карьеру в «Карпатах» и выступал за их юношескую команду 2004 года рождения. В сентябре 2020 года он стал вратарём юношеского состава «Руха». Юрий-Владимир дебютировал за взрослую команду этого клуба 25 октября того же года в матче украинской премьер-лиги против луганской «Зари»: на 90-й минуте он заменил Александра Бандуру и успел пропустить 1 мяч за остаток встречи. Президент «Руха» Григорий Козловский высоко оценил талант молодого вратаря и отметил, что он привлёк внимание больших европейских клубов.

## Карьера в сборной
В 2020 году Юрий-Владимир провёл 2 игры за юношескую сборную Украины (до 16 лет). Он пропустил 2 мяча в матче с бельгийскими сверстниками и 3 — с южнокорейскими.

## Клубная статистика
| Выступление      | Выступление      | Выступление      | Чемпионат | Чемпионат | Кубок | Кубок | Еврокубки | Еврокубки | Прочие | Прочие | Итого | Итого |
| Клуб             | Лига             | Сезон            | Игры      | Голы      | Игры  | Голы  | Игры      | Голы      | Игры   | Голы   | Игры  | Голы  |
| ---------------- | ---------------- | ---------------- | --------- | --------- | ----- | ----- | --------- | --------- | ------ | ------ | ----- | ----- |
| Рух (Львов)      | Премьер-лига     | 2021/22          | 1         | -1        | 0     | 0     | 0         | 0         | 0      | 0      | 1     | -1    |
| Рух (Львов)      | Премьер-лига     | 2023/24          | 3         | -6        | 1     | -1    | 0         | 0         | 0      | 0      | 4     | -7    |
| Рух (Львов)      | Итого            | Итого            | 4         | -7        | 1     | -1    | 0         | 0         | 0      | 0      | 5     | -8    |
| → Рух-2          | Вторая лига      | 2023/24          | 14        | -17       | 0     | 0     | 0         | 0         | 0      | 0      | 14    | -17   |
| → Рух-2          | Итого            | Итого            | 14        | -17       | 0     | 0     | 0         | 0         | 0      | 0      | 14    | -17   |
| Всего за карьеру | Всего за карьеру | Всего за карьеру | 18        | -24       | 1     | -1    | 0         | 0         | 0      | 0      | 19    | -25   |